# Янс, Уэнди
Уэ́нди Янс (англ. Wendy Jans, род. 14 июня 1983, Бре, Бельгия) — бельгийская снукеристка и пулистка, одна из лучших бильярдисток в континентальной Европе. Чемпионка мира по снукеру (IBSF) 2006 года, 2012, 2013 и действующая победительница чемпионата Европы.

## Победы на турнирах

### Снукер
- Belgian Championship — 1998, 2000—2004, 2008—2010
- Continental Cup — 1999, 2001, 2003
- Scottisch Open — 2003
- WLBSA World Doubles Championship — 2003
- EBSA European Ladies Championship — 2004, 2005, 2006, 2009, 2010, 2011
- IBSF World Ladies Snooker Championship — 2006, 2012, 2013
- European Team Championship (с Изабель Йонкхир) — 2007

### Пул
- Ladies tour — 4-кратная чемпионка
- Dutch Ladies 9-Ball Championship — 2004
- Spirit Tour Event (Флорида) — 2005

- Coral Springs
- Clearwater
- St. Augustine

- Belgium 8-Ball Championship — 2006
- Weert 9-Ball Open — 2006, 2008